# Poldasht (Verwaltungsbezirk)
Poldasht (persisch شهرستان پلدشت) ist ein Schahrestan in der Provinz West-Aserbaidschan im Iran. Er enthält die Stadt Poldasht, welche die Hauptstadt des Verwaltungsbezirks ist. 

## Demografie
Bei der Volkszählung 2016 betrug die Einwohnerzahl des Schahrestan 42.170. Die Alphabetisierung lag bei 80 Prozent der Bevölkerung. Knapp 34 Prozent der Bevölkerung lebten in urbanen Regionen.
| Zensusjahr | Einwohnerzahl |
| ---------- | ------------- |
| 2011       | 42.071        |
| 2016       | 42.170        |